# Paolo Veronese

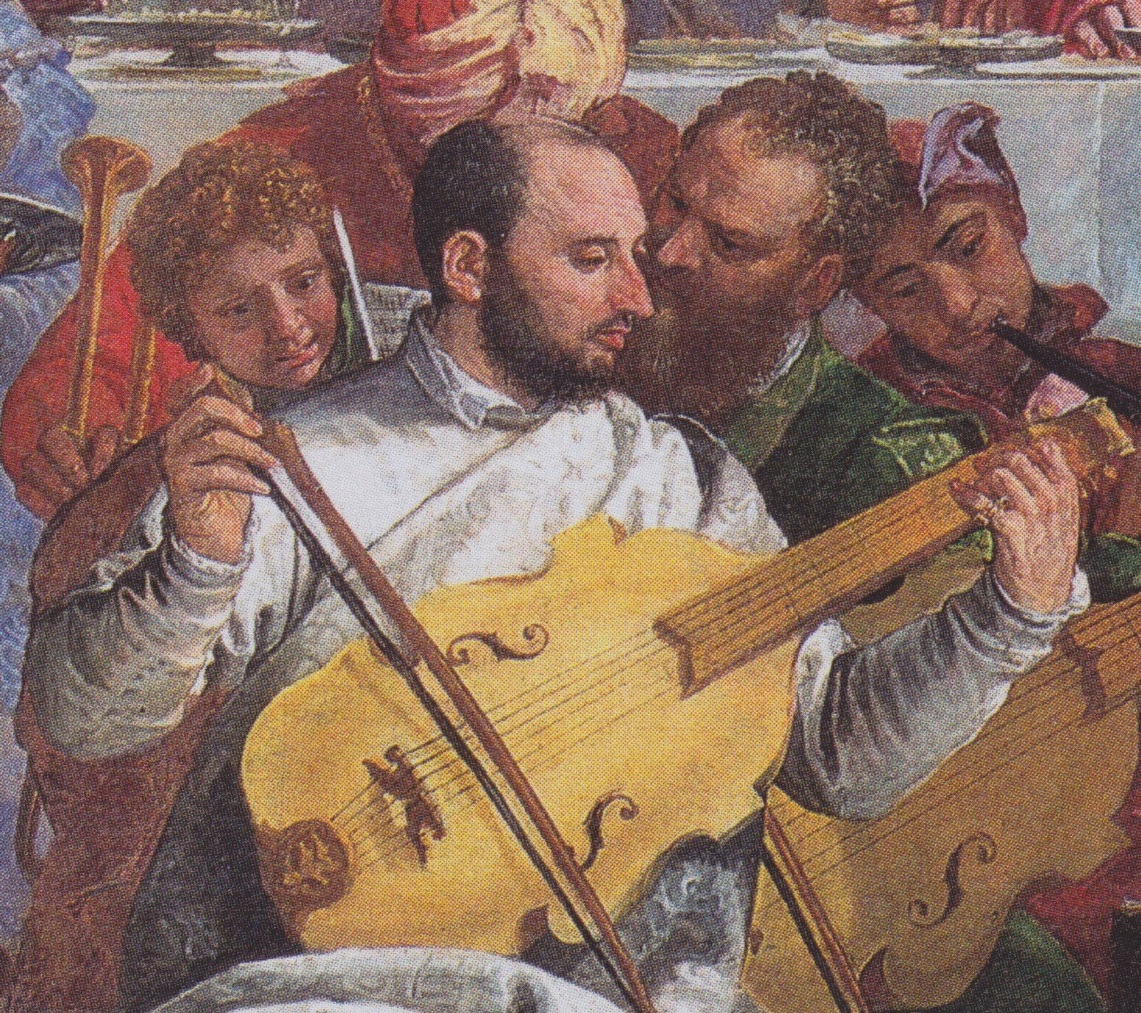
Selbstporträt von Paolo Veronese als Musiker mit Gambe, direkt rechts dahinter Porträt von Tintoretto. Detail aus der Hochzeit zu Kana, Louvre, Paris, 1562–63

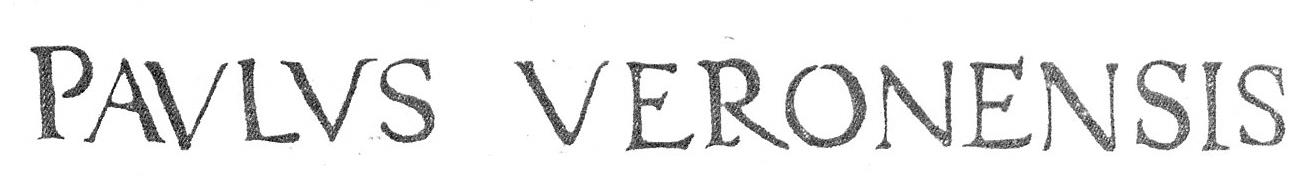
Signatur des Malers

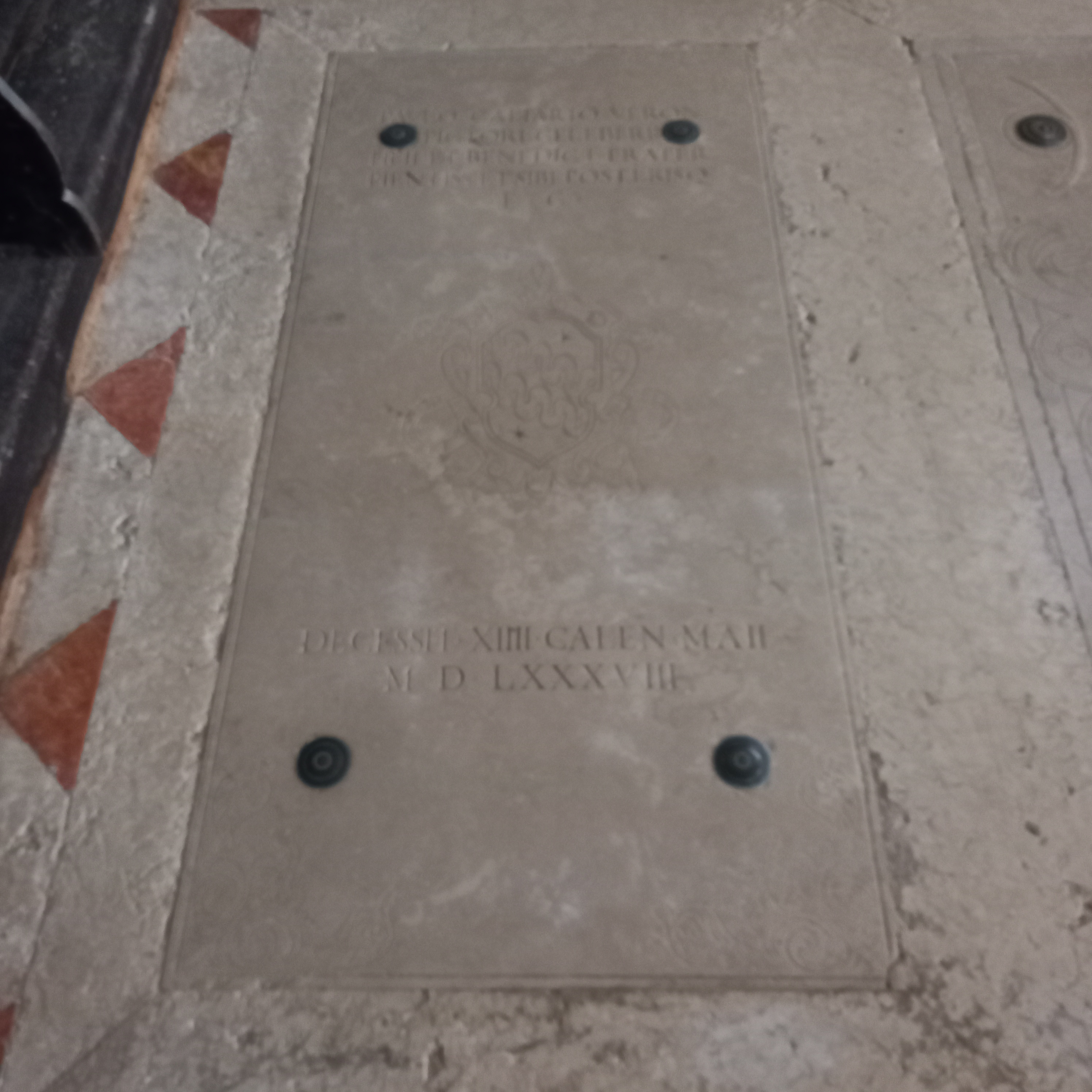
Das Grab von Paolo Veronese in der Kirche San Sebastiano in Venedig

Paolo Veronese (* 1528 in Verona; † 18. oder 19. April 1588 in Venedig) war ein italienischer Maler. Er gilt als einer der bedeutendsten Meister der Spätrenaissance und der venezianischen Malerei. Sein eigentlicher Name war Paolo Cagliari, auch geschrieben Paolo Caliari. Bekannt wurde er jedoch (nach seinem Geburtsort Verona) mit dem Namenszusatz „Veronese“.

## Leben

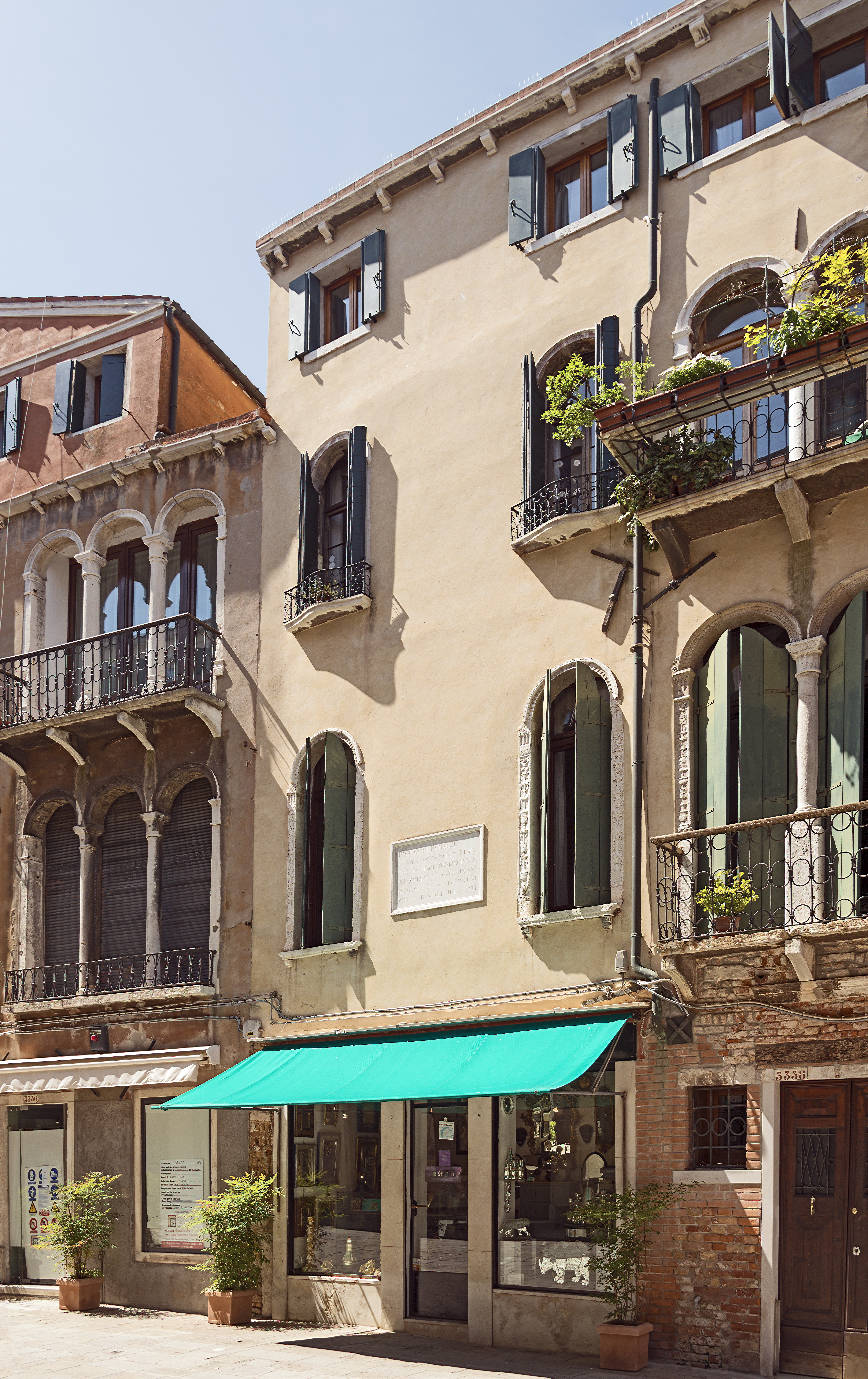
Veroneses Haus in Venedig

Paolo Veronese wurde 1528 in Verona als fünftes Kind von Gabriele Caliari aus Bissone und seiner Frau Caterina geboren. Sein Vater war Steinmetz. In Verona erhielt er seine erste künstlerische Ausbildung und wurde Schüler seines Onkels Antonio Badile, dessen Tochter Elena er am 29. April 1566 heiratete.
Paolo hatte schon eine Zeit lang in Verona Altarbilder und Fresken im Stil der veronesischen Schule geschaffen, als er 1551 sein erstes Werk für Venedig malte, nämlich das Altarbild Hl. Familie mit den Hl. Johannes d. Täufer, Katharina und Antonius für die Giustiniani-Kapelle in San Francesco della Vigna.
Nachdem er bei Castelfranco Veneto an Fresken in der 1819 abgerissenen Villa Soranzo gearbeitet und für den Dom in Mantua eine Versuchung des Hl. Antonius gemalt hatte, wurde er 1553 nach Venedig berufen, um zusammen mit anderen Künstlern die drei Säle der Dieci im Dogenpalast zu dekorieren. Seine dabei entstandenen Bilder von großer Leuchtkraft – u. a. die Allegorie Juno überschüttet Venezia mit Gaben – brachten ihm sofort höchste Anerkennung.

Bei der 1556–57 erfolgten Dekoration der Decke in der Biblioteca Marciana, die er zusammen mit Salviati, Andrea Schiavone und vier anderen Künstlern vornahm, schuf er drei Deckengemälde, für die er laut Vasari den ausgesetzten Preis in Form einer goldenen Kette aus den Händen Tizians erhalten habe; dieser habe seine Anerkennung außerdem durch eine Umarmung in aller Öffentlichkeit gezeigt.
1555 hatte Veronese mit der Ausmalung der Kirche San Sebastiano begonnen, die sich über fünfzehn Jahre hinziehen sollte und die zu seinen Hauptwerken zählt. Als erstes malte er an der Decke der Sakristei die Krönung Mariä und die vier Evangelisten. Den Auftrag hatte er von seinem Landsmann Bernardo Torlioni erhalten, der Mönch in diesem Kloster war. 1556 folgten die Deckenfresken des Kirchenschiffs mit drei Darstellungen aus der Geschichte der Esther und 1558 u. a. zwei Bilder aus dem Leben des Hl. Sebastian und weiter Bilder für die Orgelflügel. 1565 vollendete er das meisterhafte Hauptaltarbild Muttergottes in der Glorie mit dem Hl. Sebastian und anderen Heiligen und bis 1570 zwei Fresken für den Chorraum, u. a. das Martyrium des Hl. Sebastian.

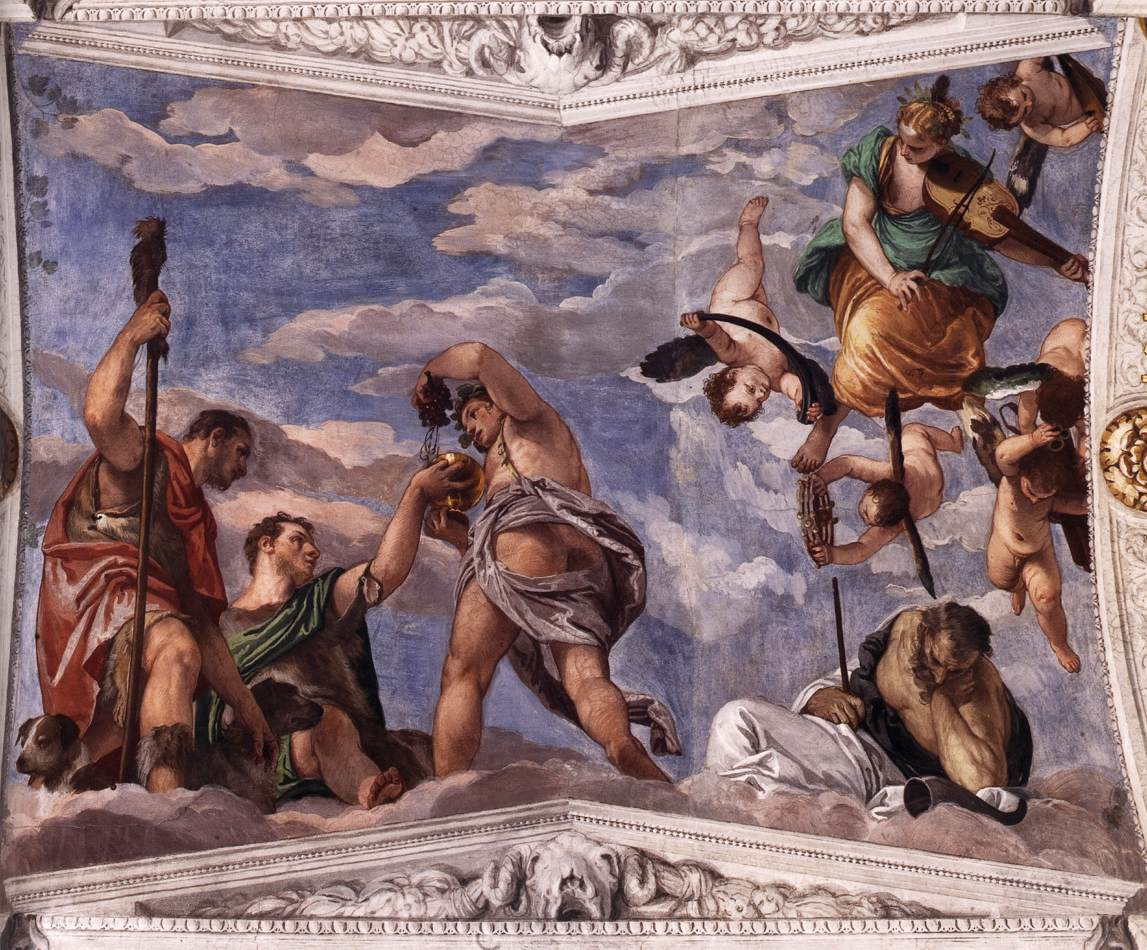
Deckenfresko mit Bacchus, Vertumnus und Saturn in der Villa Barbaro, Maser, 1560–61

Veronese behielt seinen Wohnsitz in Venedig, war aber mehrfach auch in der Umgebung tätig; z. B. führte er bei Vicenza zusammen mit Giambattista Zelotti 1560 bis 1561 in der Villa Thiene allegorische Darstellungen und solche aus der alten Geschichte aus.
Für den hochgebildeten Humanisten Daniele I. Barbaro, den Veronese bereits seit der Dekoration im Dogenpalast kannte, und für dessen Bruder Marcantonio Barbaro malte er 1560–61 in der Villa Barbaro zu Maser bei Treviso einen Freskenzyklus, der als eine seiner dekorativen Hauptschöpfungen gilt. Zwischen 1562 und 1570 malte Veronese auch ein Porträt des Daniele Barbaro.
In den 1560er und -70er Jahren erhielt er Aufträge für Altarbilder für die Kirchen San Zaccaria und San Silvestro in Venedig, aber auch für Kirchen in anderen Orten, wie die Abteikirche San Benedetto Po bei Mantua, Santa Corona in Vicenza, die Basilika Santa Giustina in Padua, und für San Giorgio in Braida in seiner Heimatstadt Verona. Die meisten der dabei entstandenen Bilder sind heute in Museen.
Besonders bekannt ist Veronese für eine ganze Reihe großformatiger und prächtiger Darstellungen von Gastmählern aus dem Leben Jesu Christi. Das erste dieser Bilder ist die 1562–63 entstandene Hochzeit zu Kana für San Giorgio Maggiore, ein riesiges Wandbild von 6,70 m Höhe und fast 10 m Breite, das 1797 von den napoleonischen Truppen nach Paris verschleppt wurde und sich heute im Louvre befindet. Auf dem Gemälde stellte er einige bekannte Zeitgenossen dar, darunter im Vordergrund als Musiker auch sich selber und seine Malerkollegen Tizian, Tintoretto und Jacopo Bassano. Eine intimere Atmosphäre gelang ihm in dem stärker auf das religiöse Geschehen konzentrierte Abendmahl in Emmaus mit der Familie und den Kindern des Auftraggebers (ebenfalls im Louvre, Paris).

Ein Gastmahl im Hause des Simon schuf Paolo um 1570 für seine „Lieblingskirche“ San Sebastiano; sie befindet sich heute in der Pinacoteca di Brera in Mailand. Ein weiteres für das Servitenkloster machte die Republik Venedig im Jahr 1664 Ludwig XIV. zum Geschenk; dieses befindet sich noch heute im Herkulessalon in Schloss Versailles.

Das Gastmahl im Hause des Levi,
555 × 1310 cm, Accademia, Venedig, 1573

Zur gleichen Gattung gehört Veroneses 1573 vollendetes Abendmahlsbild für das Refektorium der Dominikanerkirche Santi Giovanni e Paolo (heute: Accademia, Venedig). Es brachte ihm zunächst einige Schwierigkeiten ein, die er aber mit diplomatischem Geschick und einem Trick zu umgehen verstand. Veronese wurde am 18. Juli 1573 von drei Savi des Sacro Tribunale in der Cappella di San Teodoro des Markusdoms befragt, weil er in dem Bild
„Narren, betrunkene deutsche Landsknechte, Zwerge und ähnliche Skurrilitäten“ gemalt habe, die man für eine Darstellung des letzten Abendmahls als unschicklich empfand. Veronese verteidigte sich nicht ganz ohne Ironie: „Wir Maler nehmen uns die Freiheiten, die sich Dichter und Verrückte nehmen... Ich male meine Bilder mit Überlegung, auf angemessene Weise und mit Verständnis ... nicht als wenn ich mich verteidigen wollte, aber ich dachte es gut zu machen. Ich habe weder bedacht, dass Narrenfiguren an einem Ort, wo sich unser Herr aufhält, unpassend sind, noch habe ich geglaubt, damit irgendeine Unordnung anzurichten“. Nach der Befragung, deren Niederschrift noch heute im Staatsarchiv von Venedig liegt, erhielt er die Auflage, das Bild auf eigene Kosten zu ändern, die aber später wieder aus dem Protokoll gestrichen wurde. Veronese änderte jedoch fast nichts, sondern fügte nur eine Inschrift auf der Balustrade links und rechts ein: FECIT D. COVO. MAGNV. LEVI und LVCA CAP. V. So sollte das Bild nun nicht mehr das letzte Abendmahl darstellen, sondern das im Lukasevangelium erwähnte Gastmahl im Hause des Levi (Lukas 5,27–32 ), bei dem die Anwesenheit von Söldnern und „seltsamen Personen“ akzeptabler war.

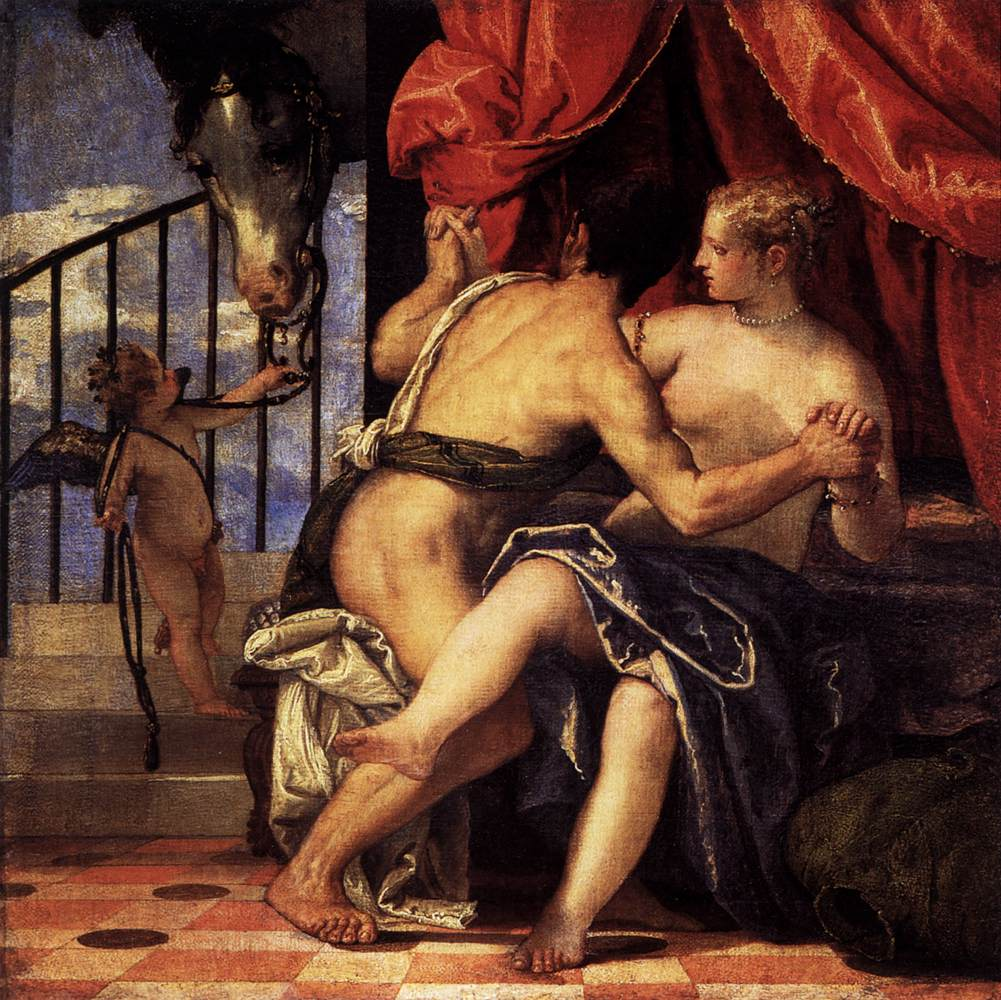
Venus und Mars mit Cupido und einem Pferd,
47 × 47 cm, Galleria Sabauda, Turin

Um 1575 schuf er mit dem Altarbild der Mystischen Hochzeit der Hl. Katharina für die venezianische Kirche Santa Caterina eins seiner größten Meisterwerke (heute in der Accademia, Venedig).
Veronese malte auch Porträts sowie mythologische Bilder mit oft erotischem Einschlag, insbesondere mehrere Darstellungen von Venus und Mars (Galleria Sabauda, Turin; Metropolitan Museum, New York). Eines dieser Bilder (heute: National Gallery of Scotland, Edinburgh) gehörte zu einer Serie von vier Gemälden für Kaiser Rudolph II. in Prag.
Im Gebiet von Treviso malte er nach 1572 auch im Schloss Magnadole Fresken aus der alten Geschichte, darunter die Familie des Dareios und das Gastmahl der Kleopatra.
Nach zwei Bränden in den Jahren 1574 und 1577 erhielt Veronese wieder Aufträge für Dekorationen im Dogenpalast. Dabei schuf er außer acht allegorischen Tugend-Bildern auch die Allegorie der Schlacht von Lepanto (1575–77) über dem Thron des Dogen in der Sala del Collegio, und das 1582 fertiggestellte Deckenbild Triumph Venedigs in der Sala del Maggior Consiglio.

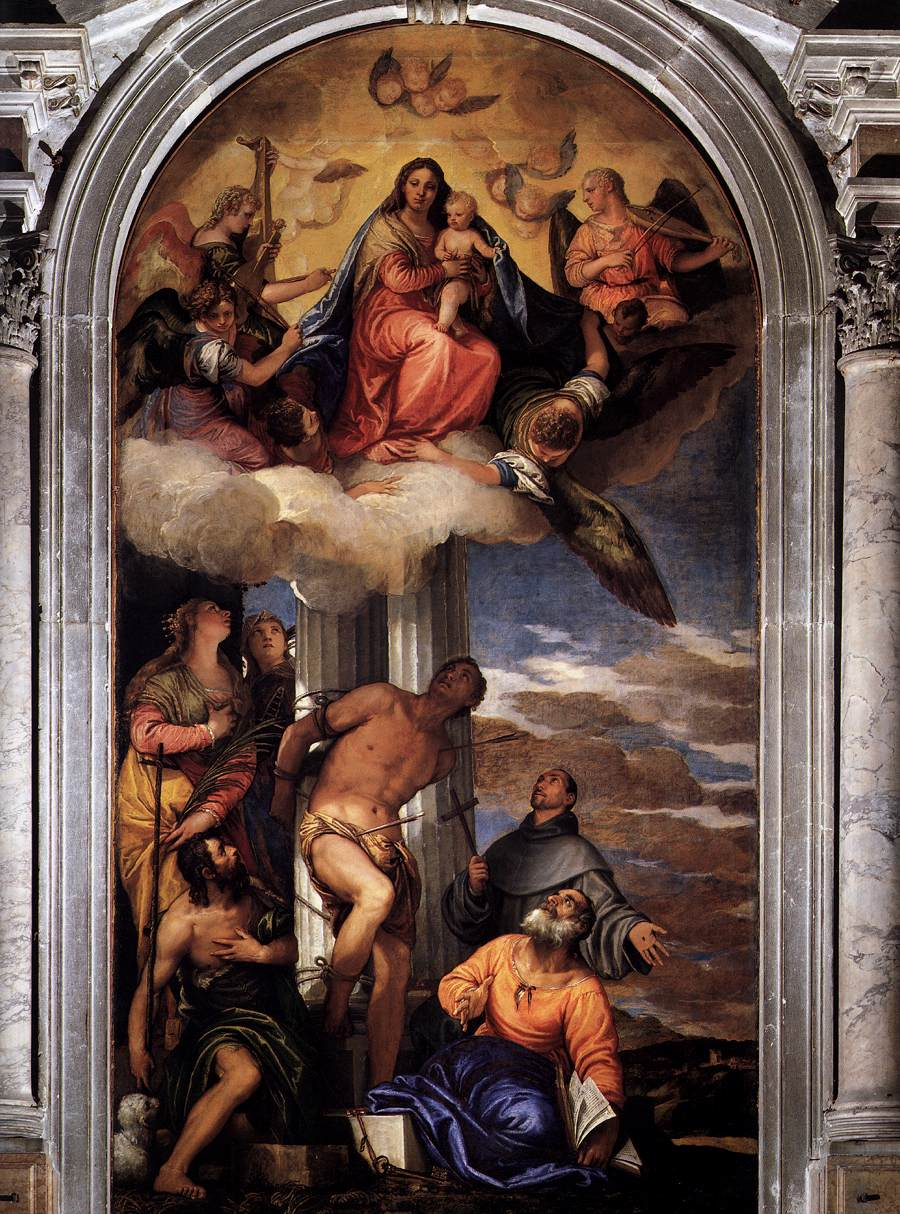
Muttergottes in der Glorie mit dem Hl. Sebastian und anderen Heiligen,
420 × 230 cm, Hauptaltarbild von San Sebastiano, Venedig, 1565

In den letzten zehn Jahren veränderte sich Veroneses Stil und wurde dunkler, schlichter und emotionaler. Zu dieser Phase gehören elf vor 1582 entstandene Gemälde für die venezianische Kirche San Nicolò dei Frari (oder „della Lattuga“), die sich heute auf verschiedene Orte verteilen, darunter die beiden breitformatigen Bilder der Kreuzigung (Accademia, Venedig) und die Taufe und Versuchungen Christi, die sich heute in der Pinacoteca di Brera (Mailand) befindet. In derselben Galerie ist heute sein spätes Meisterwerk Christus in Gethsemane, das er ursprünglich um 1583–84 für Santa Maria Maggiore malte. Weitere Werke, darunter mehrere Engelspietàs und Kreuzigungen, schuf er für die Kirchen Santi Giovanni e Paolo, San Zulian, San Sebastiano, San Lazzaro dei Mendicanti, Santa Sofia, Ognissanti und Sant’Andrea della Zirada; auch hiervon befinden sich einige Bilder mittlerweile in Museen.
Sein letztes Werk ist das Altarbild Bekehrung des hl. Pantaleon durch die Heilung eines Jungen, das er 1587 für die Kirche San Pantalon malte.
Paolo Veronese starb in Venedig im April 1588 im Alter von 60 Jahren an Lungenentzündung und wurde in der Kirche San Sebastiano beigesetzt.
Ein lebenslanger Mitarbeiter Paolos war sein jüngerer Bruder Benedetto (1538–1598), ebenso wie sein Neffe Alvise del Friso (1544–1609). Auch Paolos Söhne Gabriele (1568–1631) und Carletto (1570–1596) lernten von ihm das Malerhandwerk. Die Veronese-Werkstatt wurde nach seinem Tode durch Benedetto, und später von Gabriele, weitergeführt, die manchmal als „Haeredes Pauli“ („die Erben Paolos“) signierten. Keiner seiner Nachfolger erreichte jemals die künstlerische Meisterschaft von Paolo Veronese.

## Würdigung
Veronese ist zusammen mit Tizian und Tintoretto einer der drei Großen der venezianischen Malerei. Im Gegensatz zu seinen beiden Kollegen malte er neben Ölgemälden auch viele Fresken.

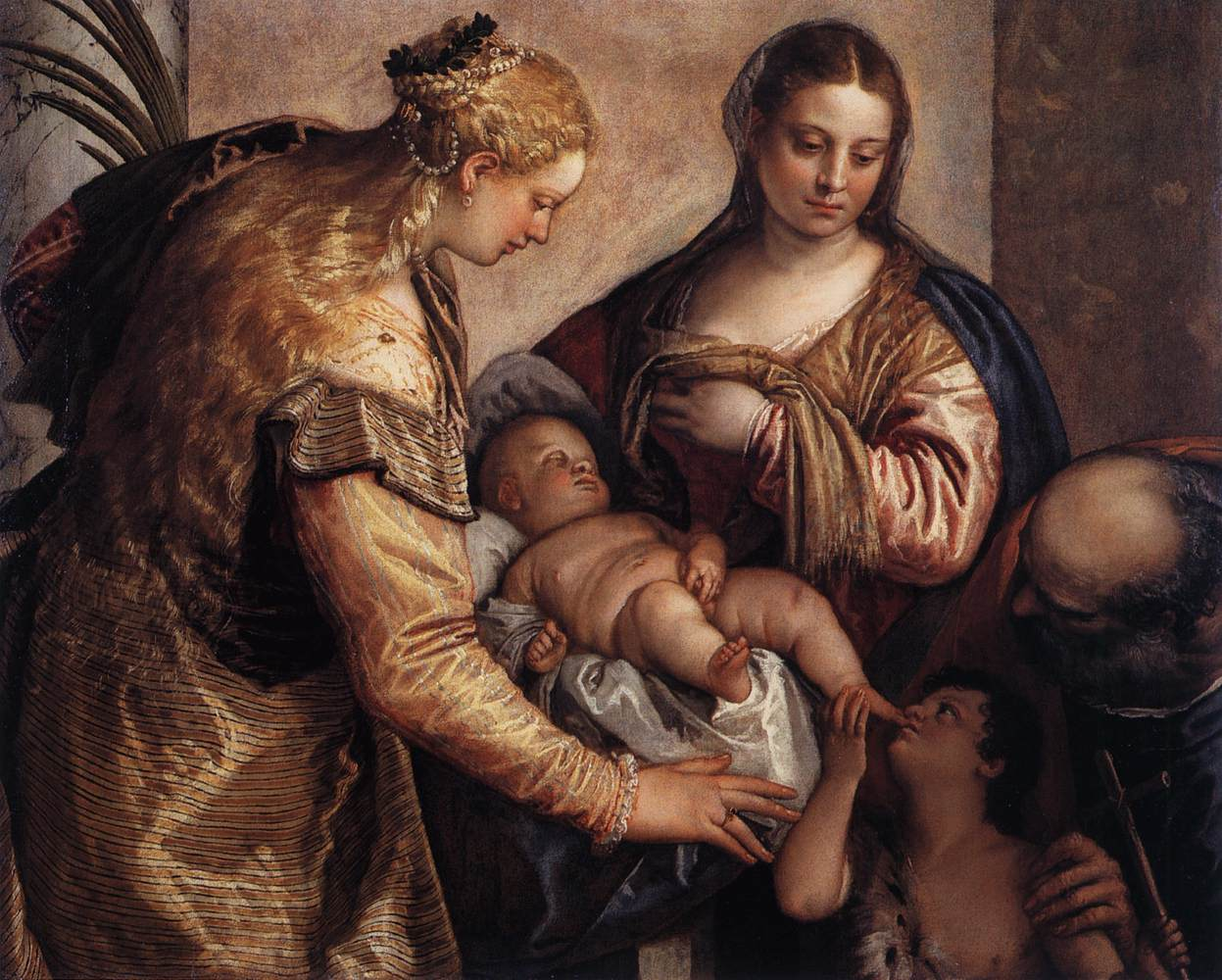
Heilige Familie mit der Hl. Barbara und dem Johannesknaben, Uffizien, Florenz

Zwar wollten einige Autoren besonders in seinem Frühwerk manieristische Tendenzen erkennen, die er von emilianischen Künstlern und Giulio Romano übernommen habe, insgesamt erscheint dies jedoch angesichts der immer harmonischen, klassischen Natürlichkeit seines Figurenideals, das an Tizian erinnert, nicht haltbar. Auch die von Veronese dargestellten Bewegungen bleiben immer im Rahmen des Natürlichen, selbst in den gewagteren Unteransichten und perspektivischen Verkürzungen seiner Deckengemälde, die wie sein Stil insgesamt deutlich auf den Barock vorausweisen.
Sein Stil ist schon früh ausgeprägt. Ein festlich-heiterer Grundton bestimmt die Atmosphäre seiner Bilder, ein helles, freundliches Licht die Interieurs, ein feiner silbriger Schimmer liegt häufig über den Stoffen. Veronese war ein Meister des Kolorits, mit einer reichen, chromatisch abgestuften Farbpalette und einer gewissen Vorliebe für Pastelltöne wie Rosa, Himmelblau und Gelb. Seine klare, oft komplementäre Farbigkeit unterscheidet seine Malweise deutlich vom schwereren Kolorit Tizians und Tintorettos. Die Kompositionen seiner Früh- und Reifezeit spielen sich oft in prächtigen, fast bühnenhaften Architekturkulissen ab.

Im Spätwerk, etwa nach 1575, wird seine Palette gedämpfter und dunkler, seine Kompositionen einfacher, die Stimmungen emotionaler. Häufig verwendet er nun Landschaften als Hintergrund. Der aristokratische Charakter, der zuvor auch seine religiösen Bildwerke bestimmte, wird schwächer. Diese Entwicklung wurde vermutlich durch die Ideale der Gegenreformation ausgelöst, möglicherweise aber auch durch einen Einfluss des von vornherein mystischeren Tintoretto. Eine verstärkte Mitarbeit der Werkstatt ist in der letzten Schaffensphase nicht ganz auszuschließen.
Veronese hatte einen starken Einfluss auf die Maler des venezianischen Spätbarock und Rokoko, besonders auf Sebastiano Ricci und Giovanni Battista Tiepolo.

## Galerie

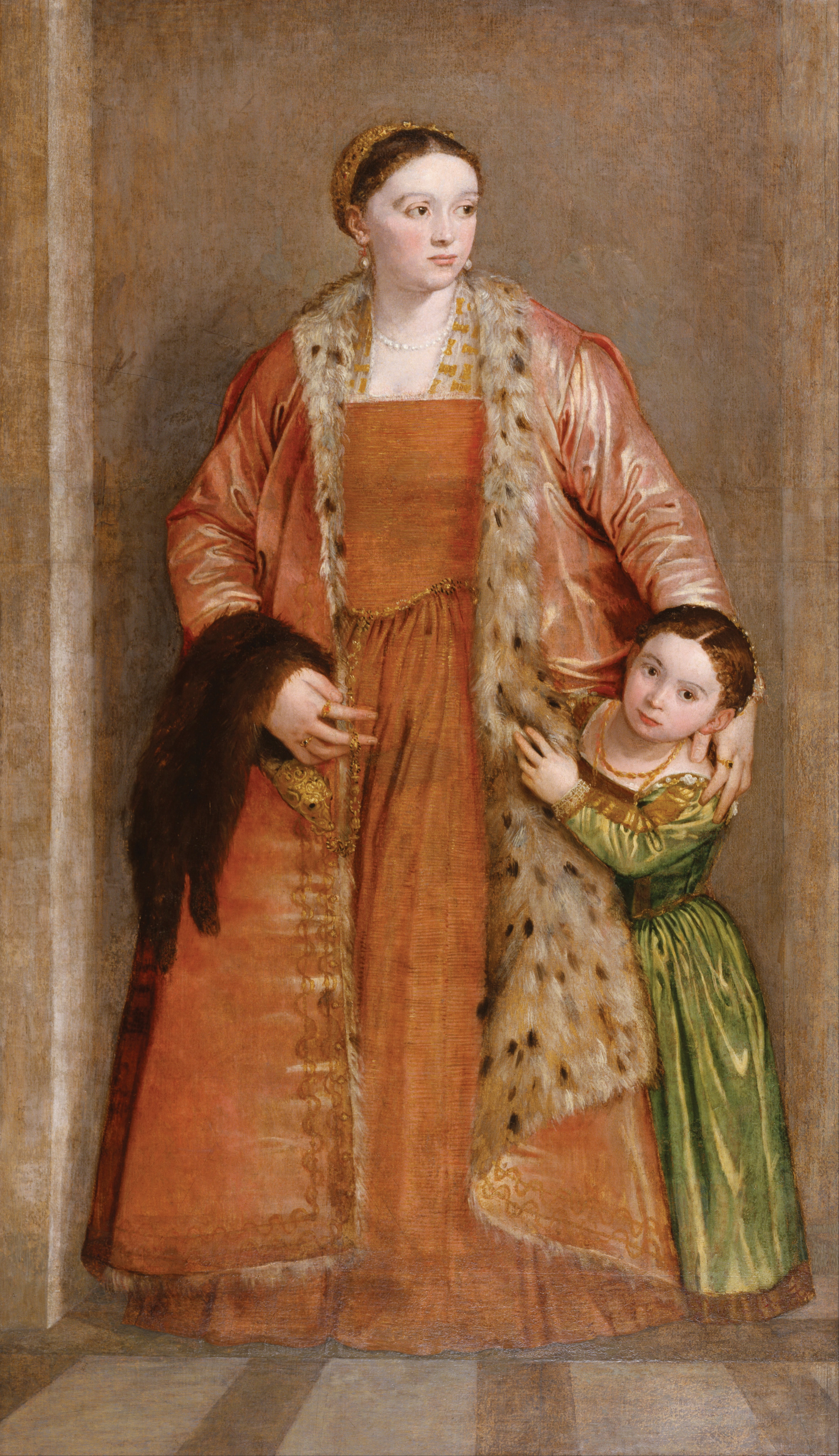
Porträt der Contessa Livia da Porto Thiene mit ihrer Tochter Deidamia, Walters Art Museum, Baltimore, 1552
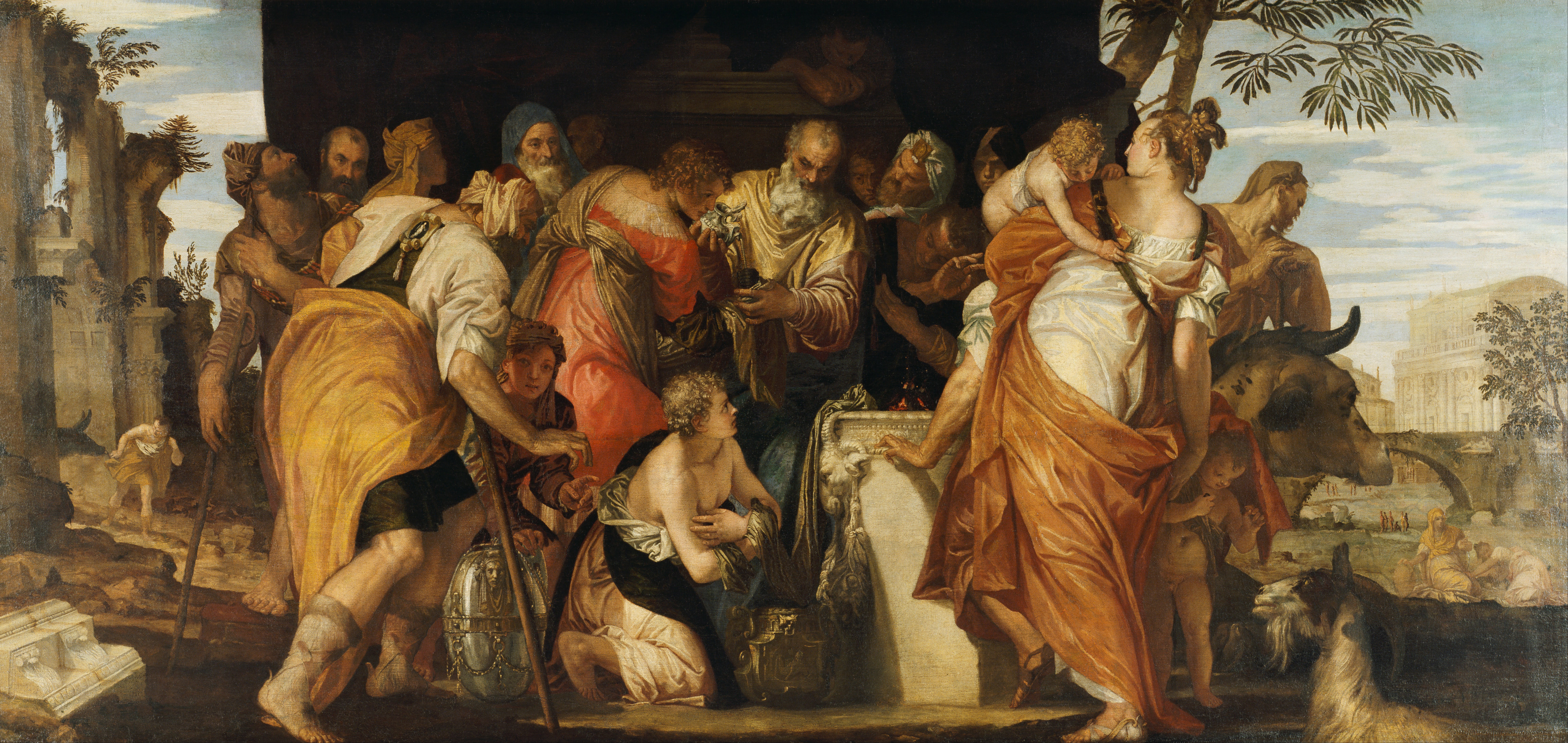
Salbung Davids, um 1555, Kunsthistorisches Museum, Wien
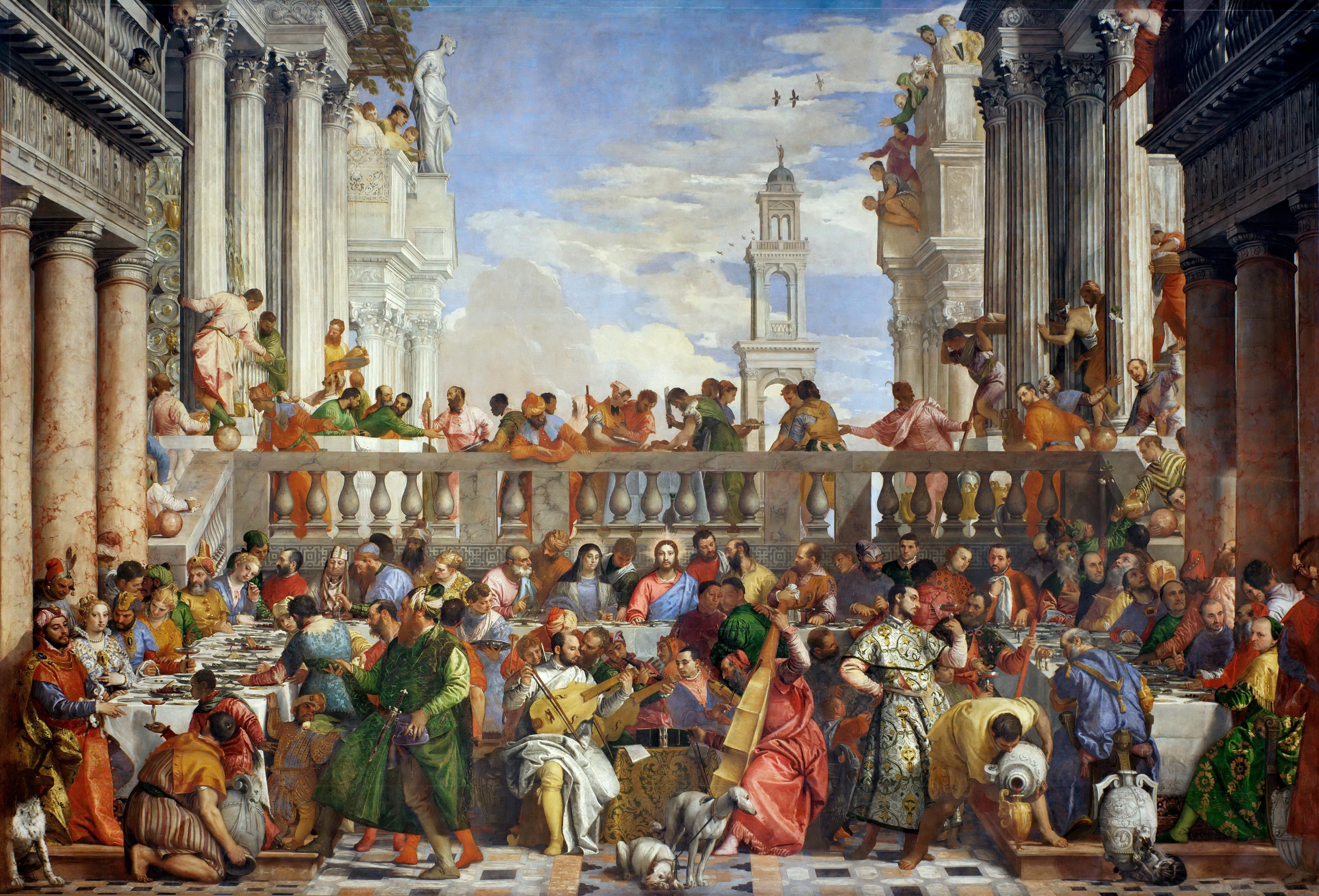
Die Hochzeit zu Kana, 670 × 990 cm, Louvre, Paris (urspr. für San Giorgio Maggiore), 1562–63
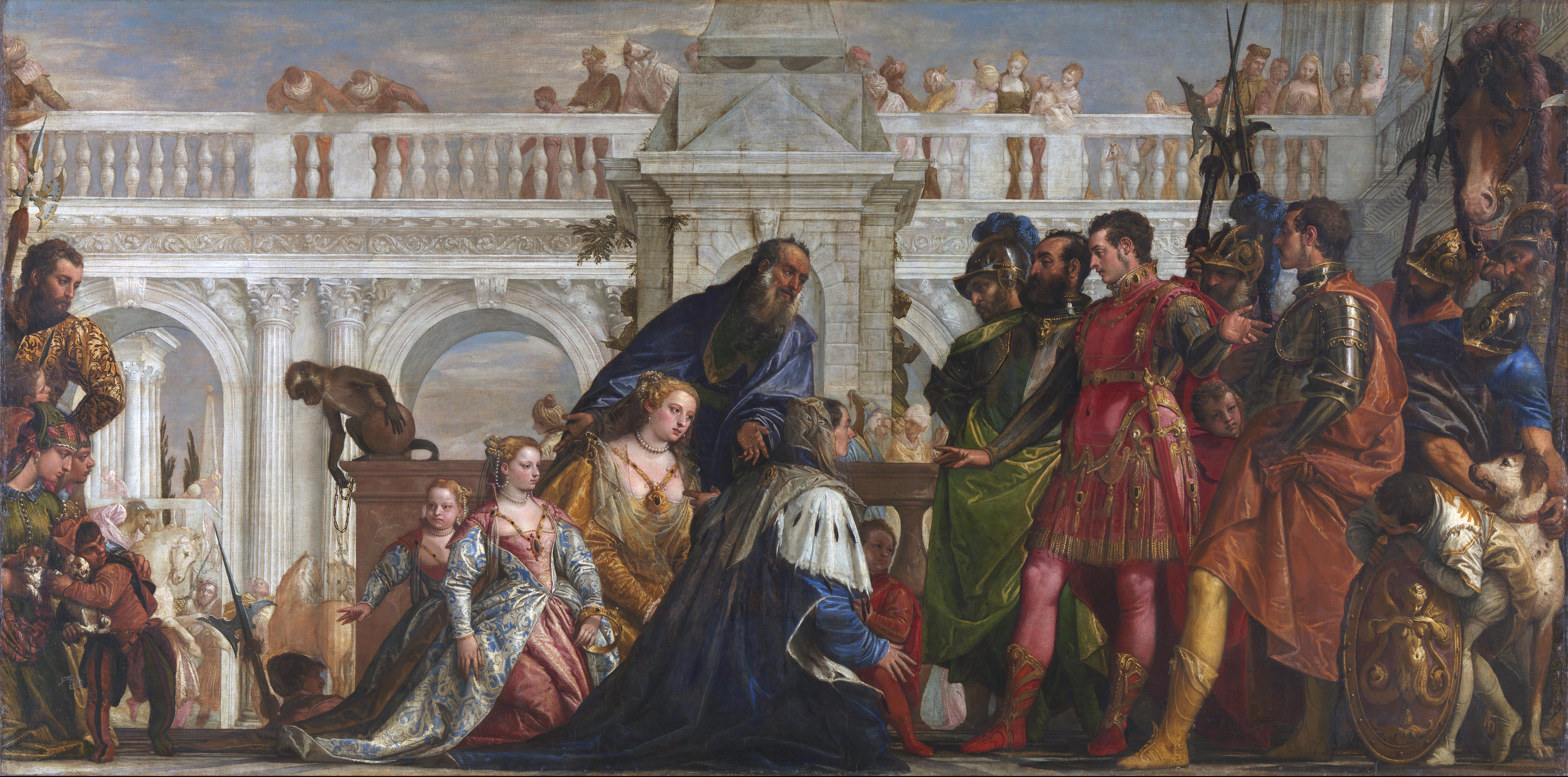
Die Familie des Darius vor Alexander, National Gallery, London, 1565 bis 1567
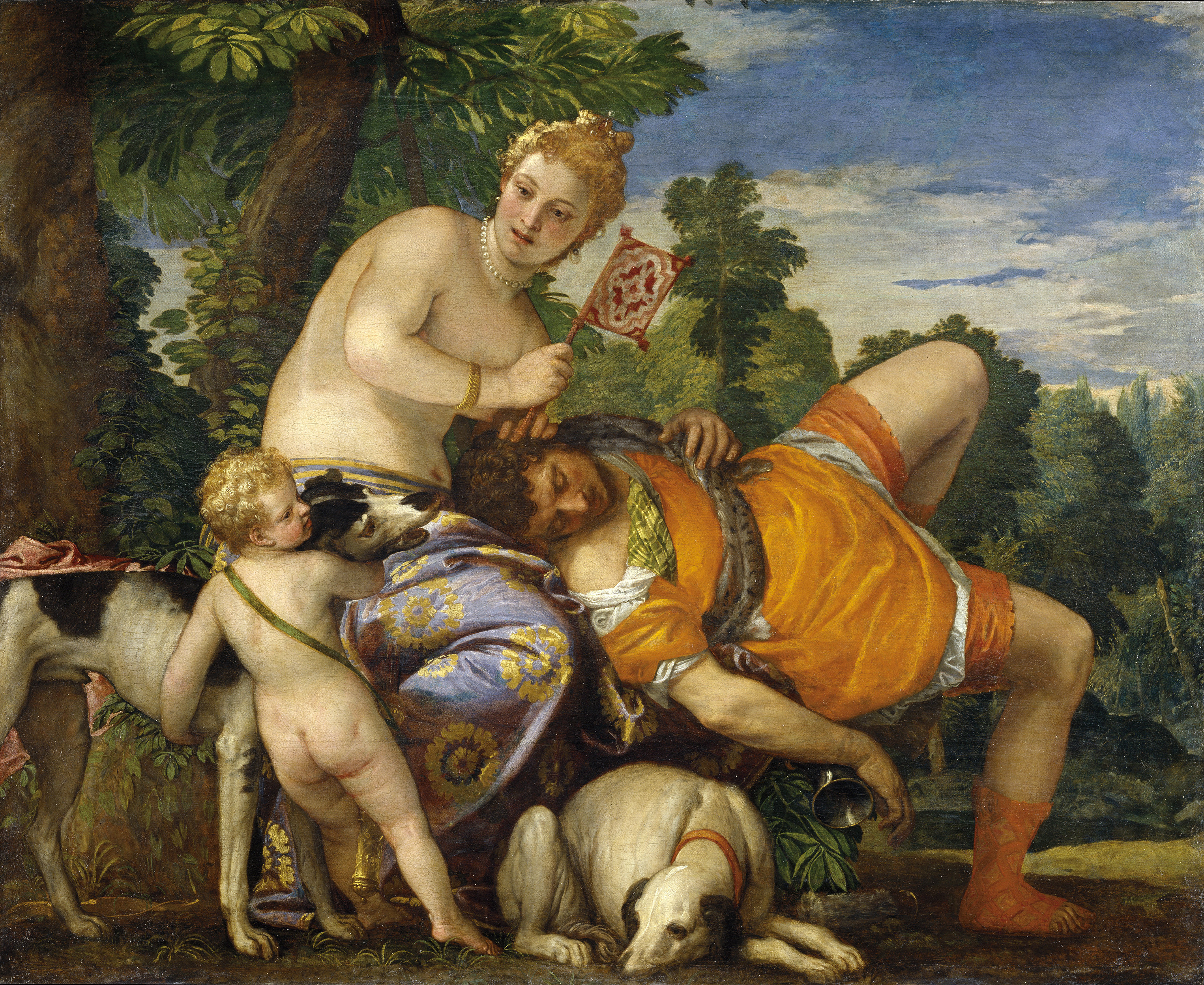
Venus und Adonis, Prado, Madrid, um 1570 (?)
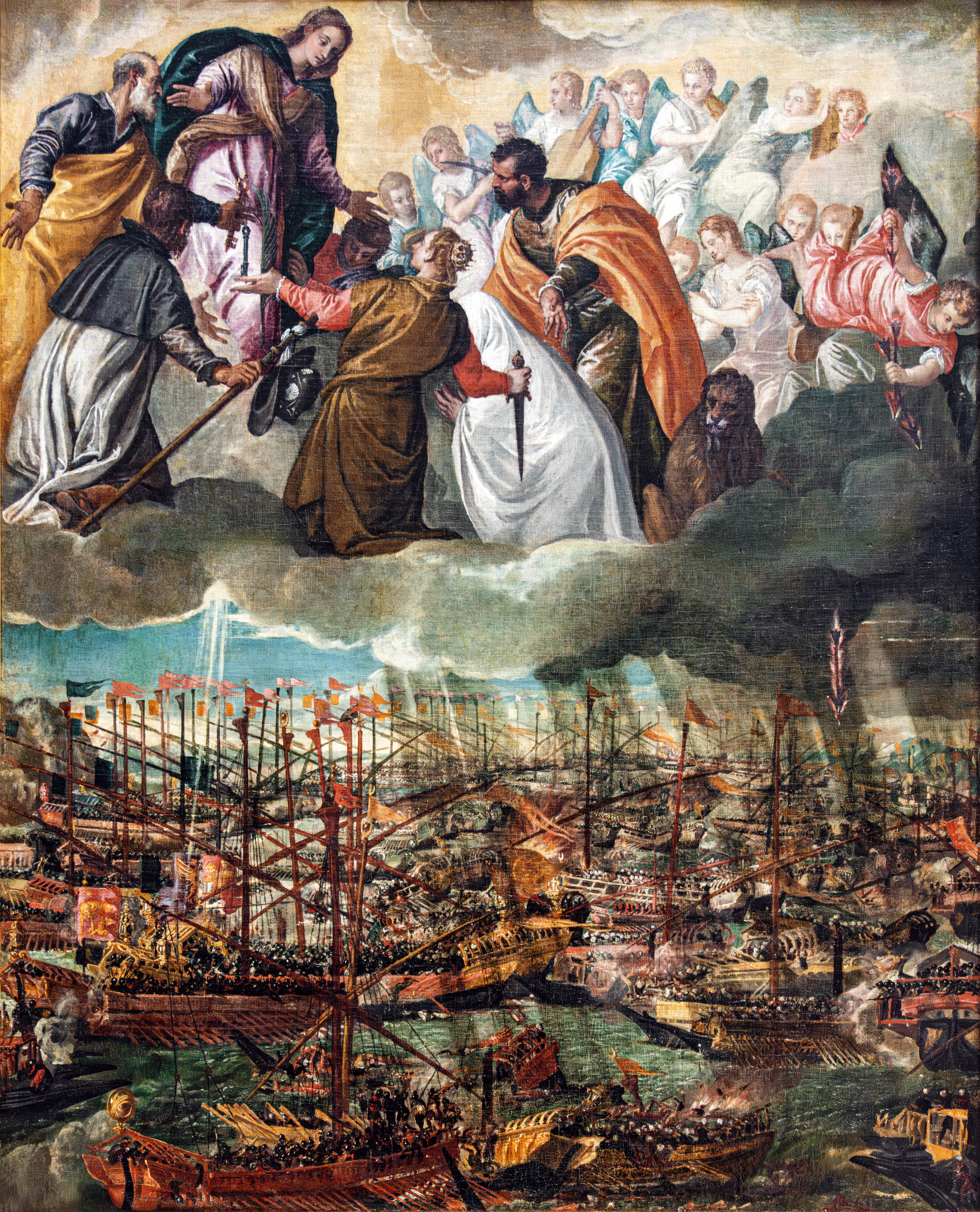
Die Schlacht von Lepanto, 1571, Accademia, Venedig
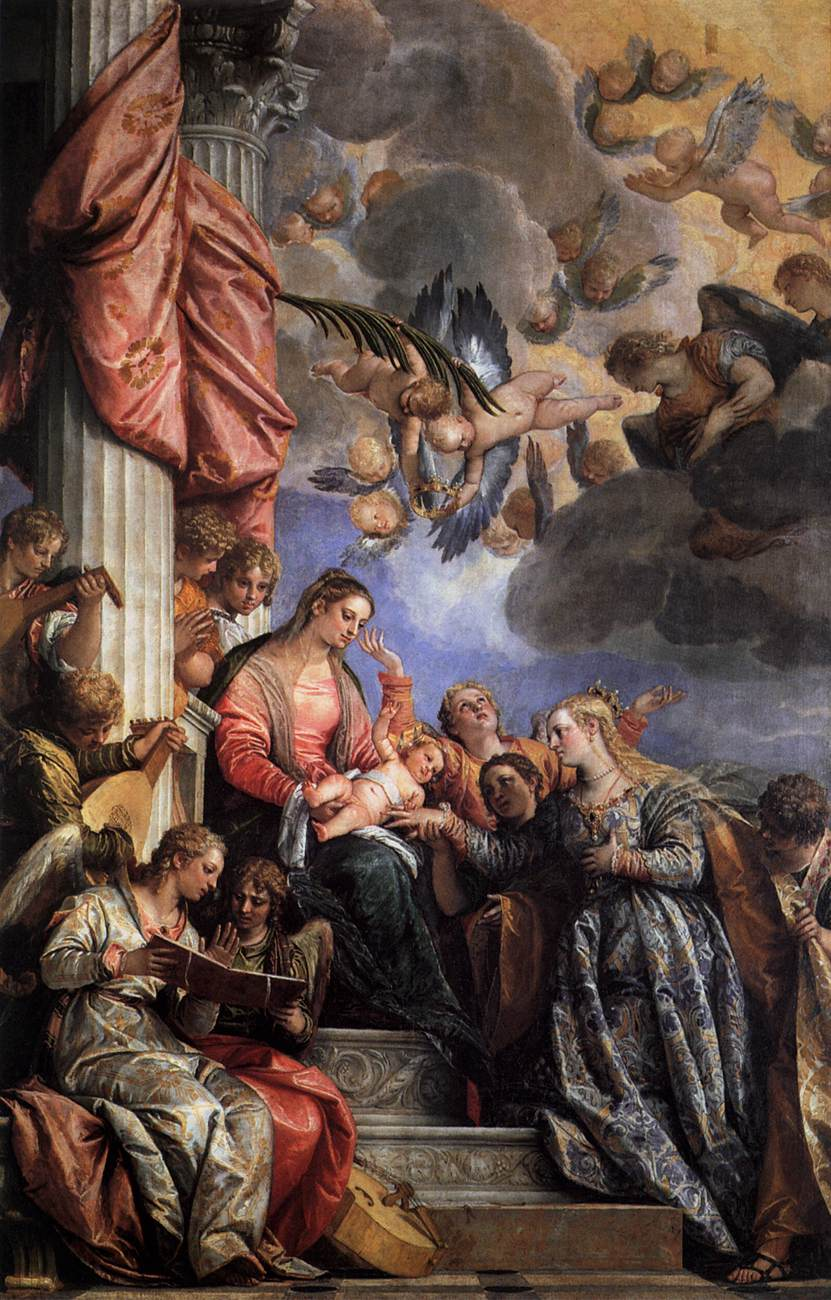
Mystische Hochzeit der Hl. Katharina, Accademia, Venedig, um 1575
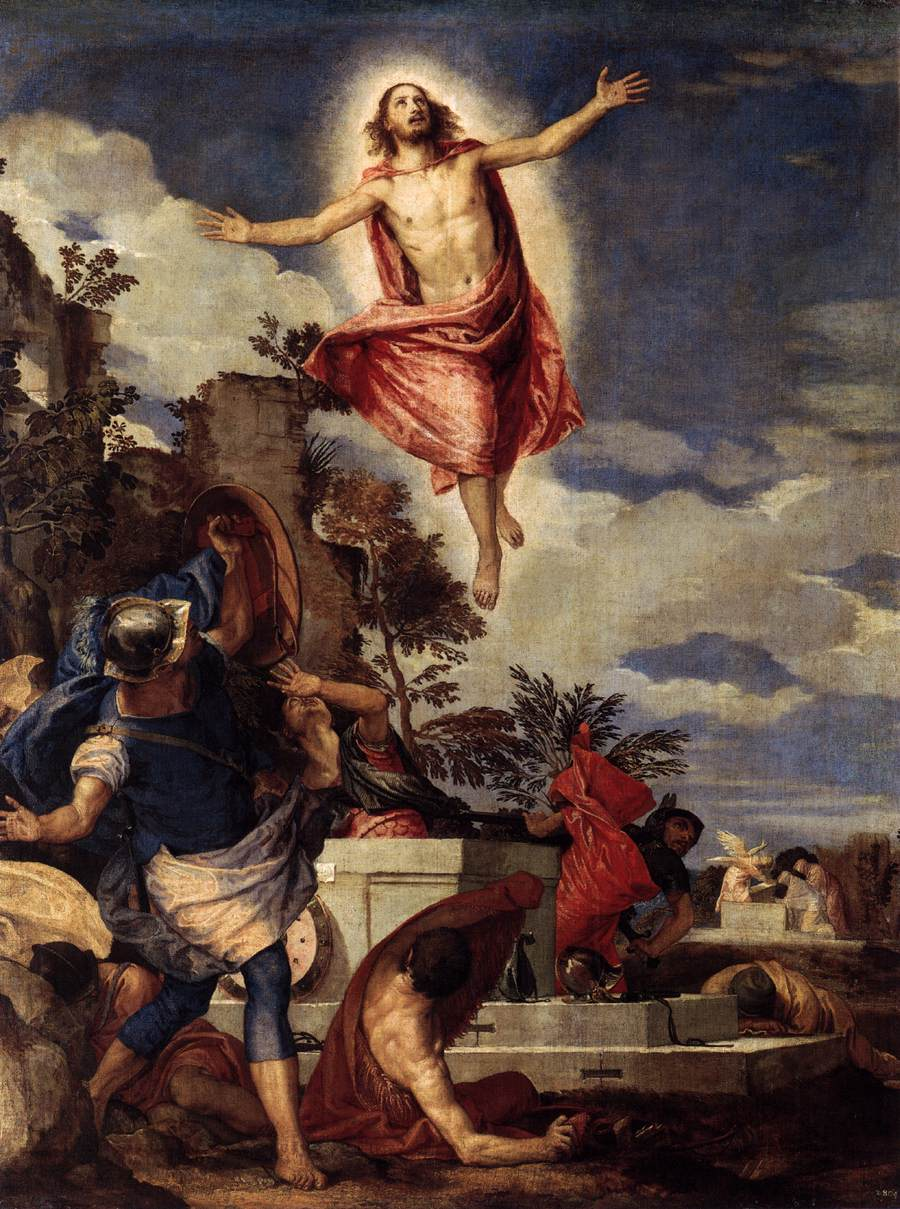
Auferstehung Christi, Gemäldegalerie Alte Meister, Dresden, um 1575
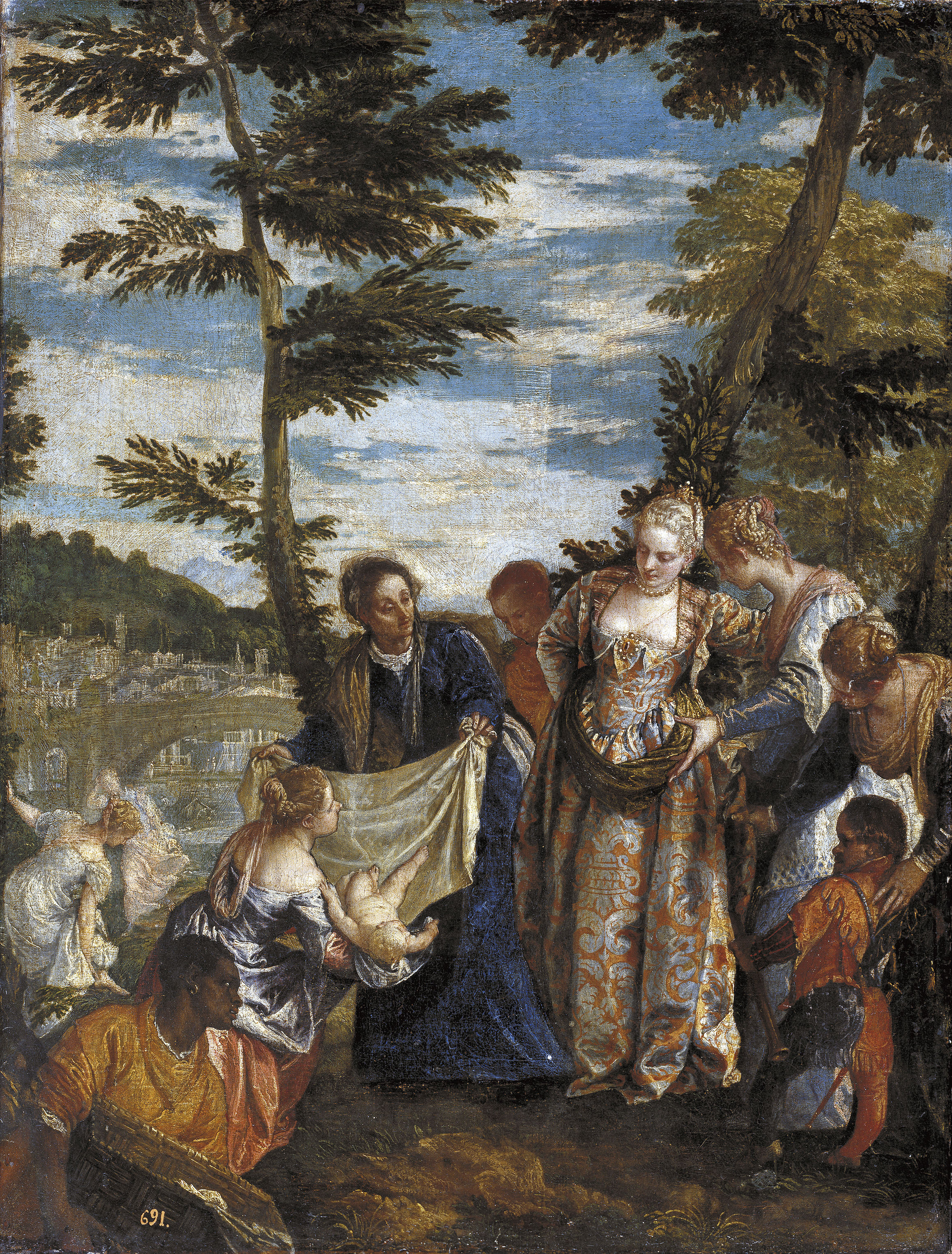
Auffindung des Moses, Prado, Madrid, ca. 1575–80
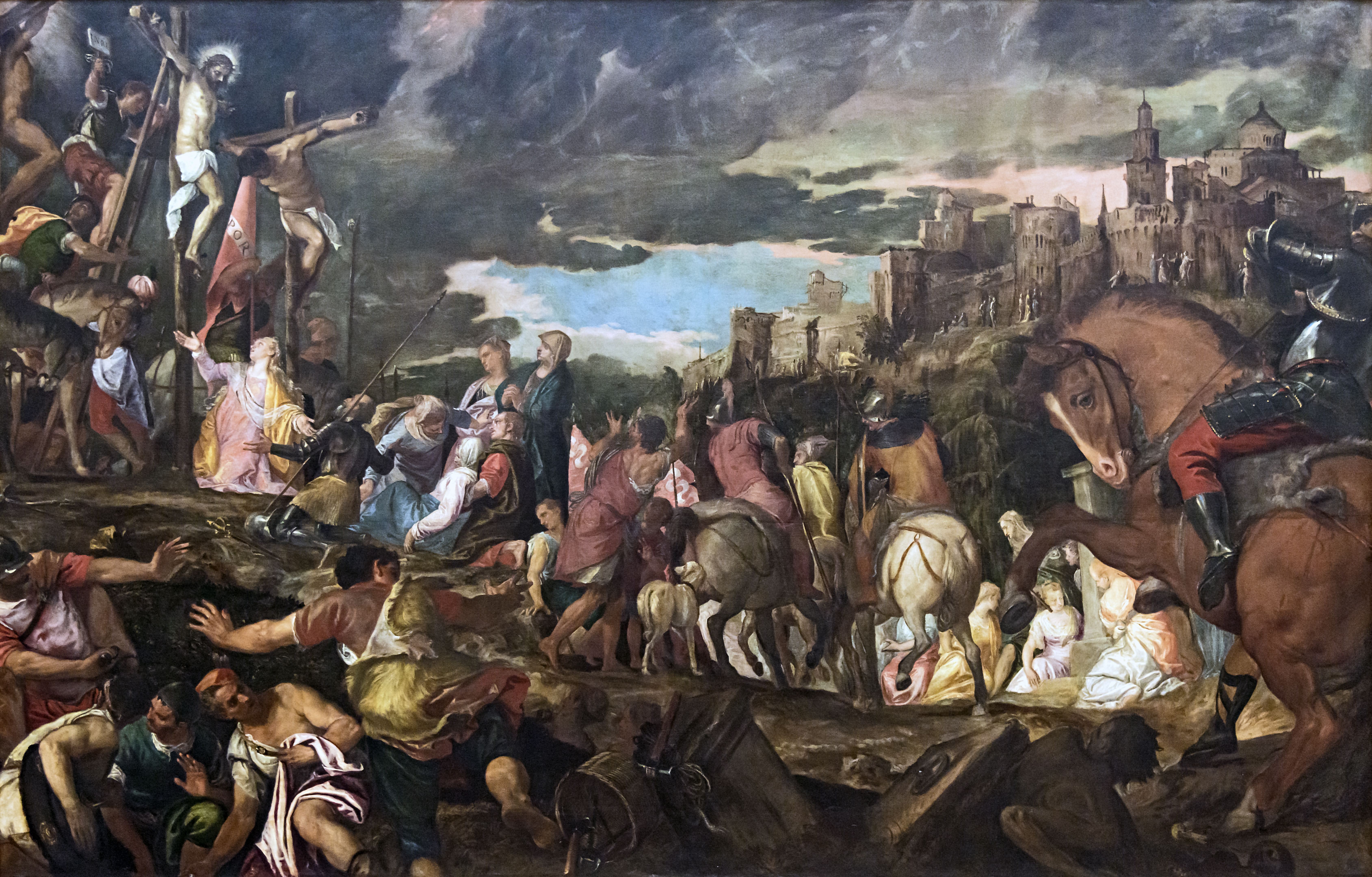
Kreuzigung, 287 × 447 cm, Accademia, Venedig, vor 1582
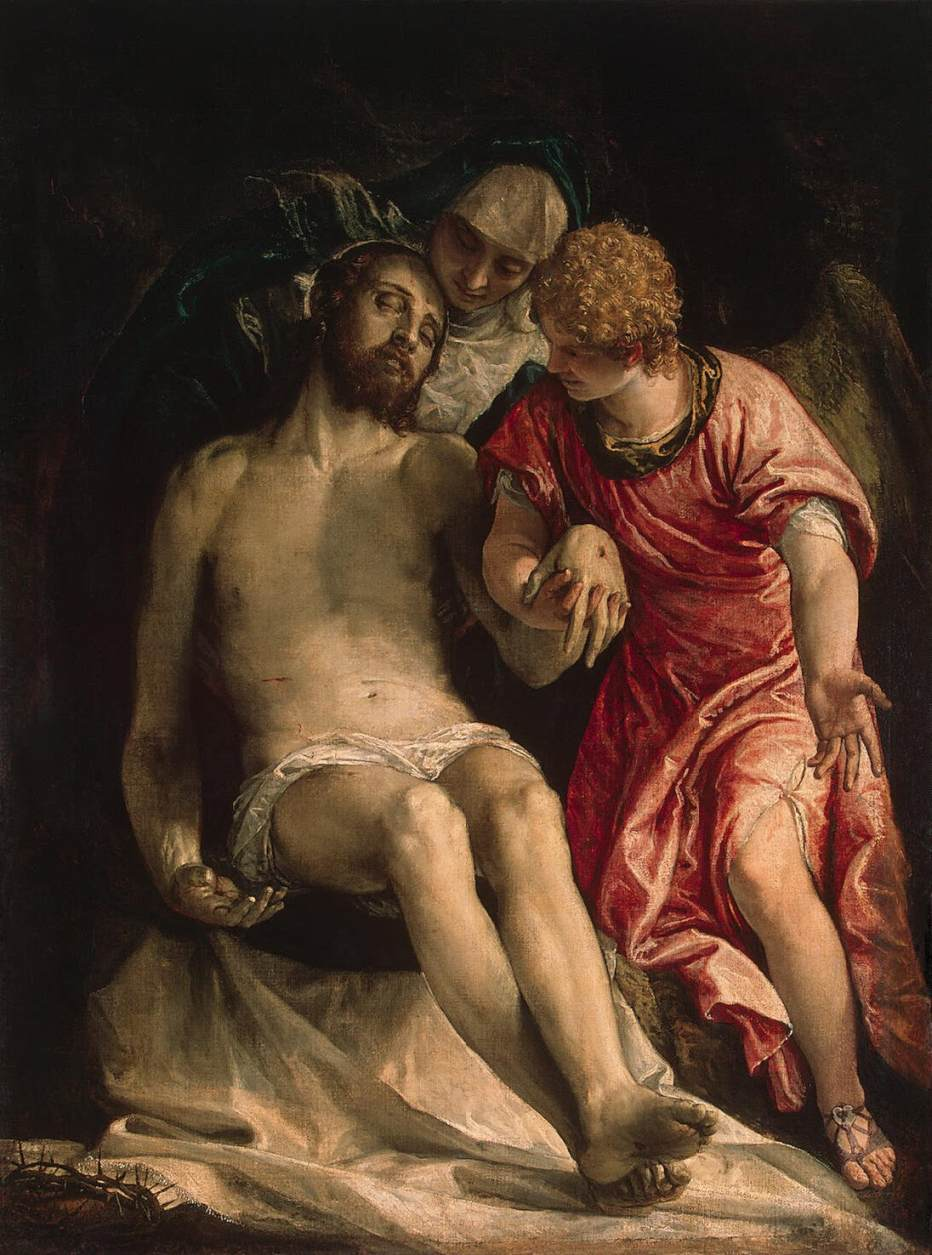
Pietà, Eremitage, St. Petersburg, ca. 1581
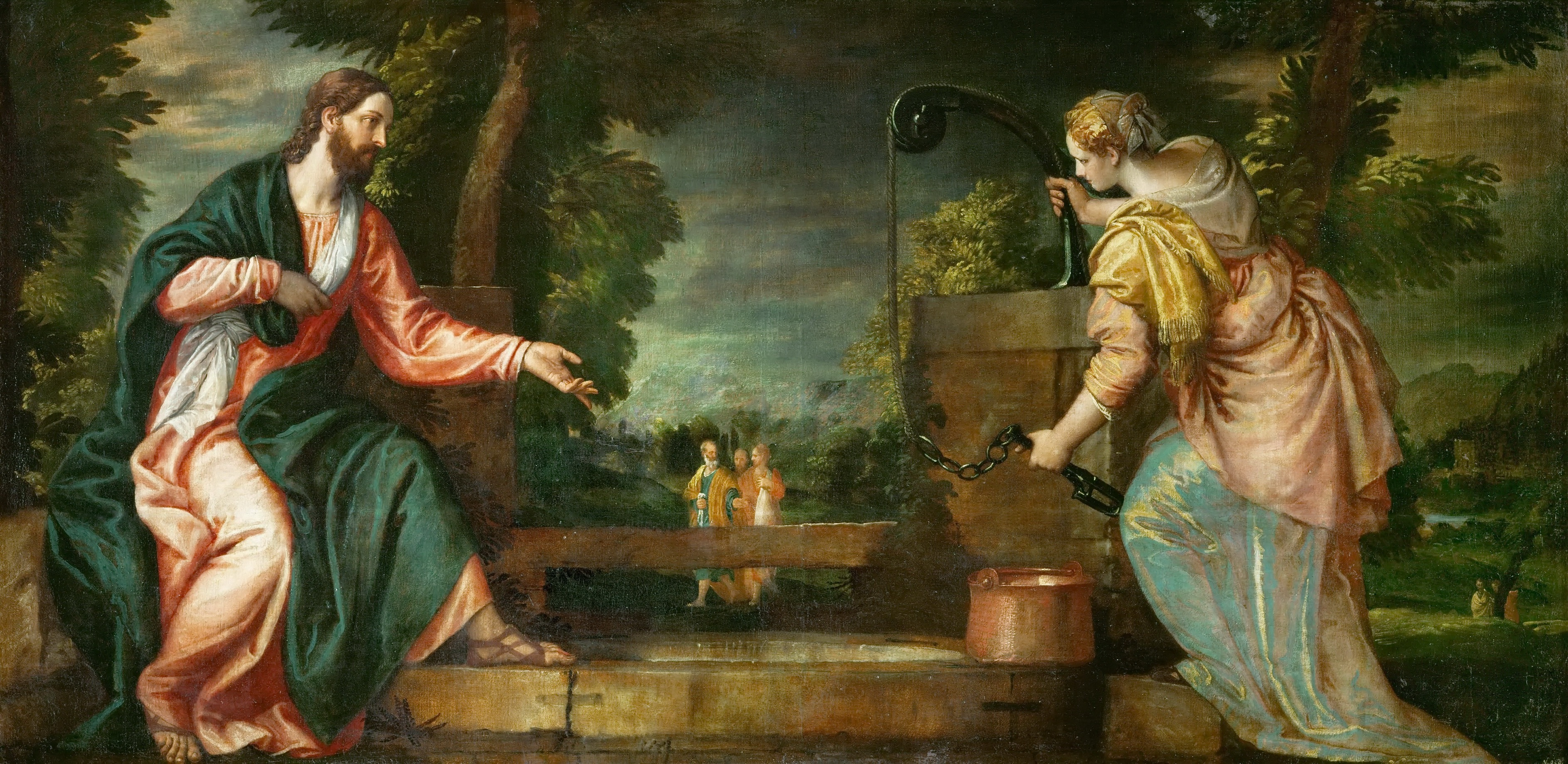
Jesus und die Samariterin, Kunsthistorisches Museum, Wien, ca. 1585

## Kunstwerke (Auswahl)

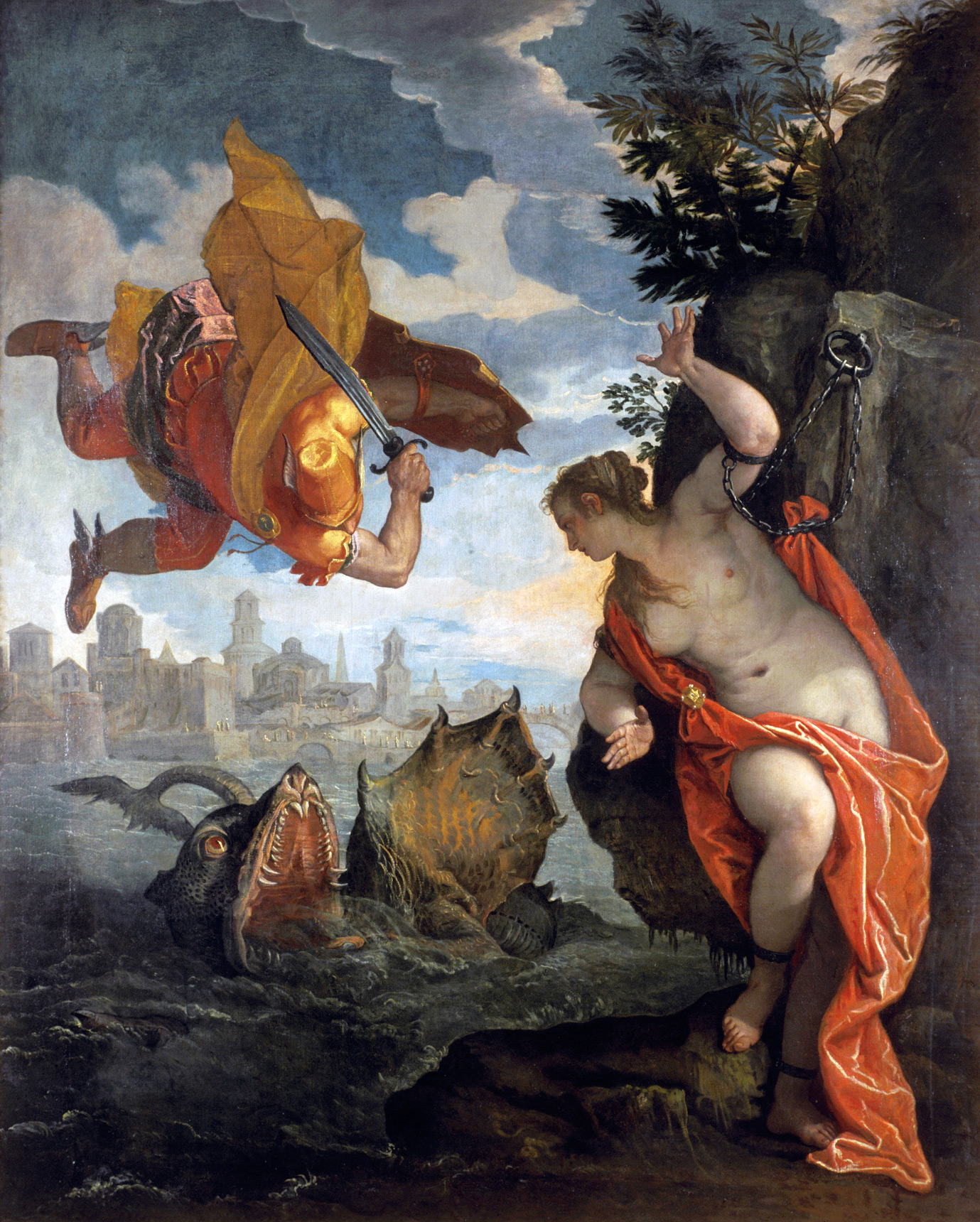
Perseus rettet Andromeda, 1576–1578, Musée des Beaux-Arts, Rennes

### Italien

#### Venedig
Accademia, Venedig:
- Thronende Madonna mit Kind und Heiligen (Altarbild von San Zaccaria), 1564
- Das Gastmahl im Hause des Levi, 1573
- Mystische Hochzeit der Hl. Katharina (Altarbild für die Kirche Santa Caterina), um 1575
- Heiliger Hieronymus als Büßer (urspr. für Sant’Andrea della Zirada, Venedig), um 1580
- Kreuzigung, vor 1582
- Himmelfahrt Mariä (urspr. für Ognissanti, Venedig), um 1586
- Himmelfahrt Mariä (urspr. für Santa Maria Maggiore, Venedig), um 1586

Biblioteca Marciana, Venedig:
- Drei Deckengemälde Ehre, Arithmetik und Geometrie und Musik, 1556–57

Dogenpalast, Venedig:
- Deckengemälde in der Sala dei Dieci, 1553–55
- Deckengemälde in der Sala del Collegio, darunter acht Allegorien der Tugenden, 1575–77
- Allegorie der Schlacht von Lepanto (Sala del Collegio), 1578
- Raub der Europa (Sala del Anticollegio), vor 1580
- Der Triumph Venedigs (Deckengemälde in der Sala del Maggior Consiglio), vor 1582 (mit Werkstatt)

Kirche San Sebastiano, Venedig:
- Krönung Mariä und die vier Evangelisten (Decke der Sakristei), 1555.
- Geschichte der Esther (Deckenfresken im Kirchenschiff), 1556
- Mariä Verkündigung, Leben des Hl. Sebastian u. a., 1558
- Muttergottes in der Glorie mit dem Hl. Sebastian und anderen Heiligen (Hauptaltar), 1565
- Martyrium des Hl. Sebastian und Martyrium der hl. Markus und Marcellianus (Fresken im Chorraum), 1565–70

Kirche Santi Giovanni e Paolo, Venedig:
- Himmelfahrt Mariä, Verkündigung und Anbetung der Hirten (Deckenbilder in der Rosenkranzkapelle, urspr. für Santa Maria dell Umilta), um 1558

Kirche San Francesco della Vigna, Venedig:
- Hl. Familie mit den Hl. Johannes d. Täufer, Katharina und Antonius (Giustiniani-Kapelle), 1551

Kirche San Pantalon, Venedig:
- Bekehrung des hl. Pantaleon durch die Heilung eines Jungen, 1587

#### Andere Orte in Italien
Pinacoteca di Brera, Mailand:
- Taufe und Versuchungen Christi (urspr. für San Nicolò dei Frari, Venedig), vor 1582
- Christus in Gethsemane (urspr. für Santa Maria Maggiore, Venedig), 1583–84

Galleria Palatina im Palazzo Pitti, Florenz:
- Edelmann im Luchsfell
- Iseppo da Porto mit dem Sohn Adriano, um 1552

Uffizien, Florenz:
- Heilige Familie mit der Hl. Barbara und dem Johannesknaben

Musei civici di Pavia, Pavia
- Heiliger Hieronymus, um 1570[45]

Vatikanische Museen, Rom:
- Die Vision der Heiligen Helena, 1580

Villa Barbaro di Maser, bei Treviso:
- große Freskendekoration der Säle und Zimmer, 1560–61

Galleria Sabauda, Turin:
- Abendmahl im Hause Simons

Museo di Castelvecchio, Verona:
- Beweinung Christi
- Thronende Muttergottes mit Heiligen und Stiftern (Pala di Bevilacqua -Lazise), vor 1548

Kirche San Giorgio in Braida, Verona:
- Das Martyrium des hl. Georg, 1562

### Deutschland
Städtische Kunstsammlungen, Augsburg:
- Venus und Adonis, 1560er Jahre

Staatliche Museen Kassel:
- Vorzeichnungen zum Gastmahl im Haus des Levi, zu einer Thronenden Venezia, zur Eroberung von Smyrna und Hl. Maria und Anna, zwischen 1571 und 1586, Graphit oder Tinte mit Feder, (Inventarnummern GS 1121 bis GS 1124).[46]

Gemäldegalerie Alte Meister Dresden, Dresden:
- Cuccina-Zyklus, um 1571:
  - Die Anbetung der Könige,
  - Die Hochzeit zu Kana,
  - Die Kreuztragung,
  - Die Madonna der Familie Cuccina[47]
- Auferstehung Christi, Gemäldegalerie Alte Meister, Dresden, um 1575

### England
National Gallery, London:
- Die Familie des Darius vor Alexander, 1565 bis 1567
- vier Allegorien der Liebe, um 1575
- Familie des Dareios
- Die Anbetung der Könige (urspr. für die Kirche San Silvestro, Venedig), um 1573[48]

### Frankreich
Louvre, Paris:
- Zeus der die Laster vertreibt (Deckengemälde aus dem Dogenpalast), 1553–55
- Die Hochzeit zu Kana, 1562/63
- Abendmahl in Emmaus
- Bildnis einer Edeldame genannt La belle Nani

Musée des Beaux-Arts, Caen:
- Versuchung des hl. Antonius

Musée des Beaux-Arts, Rennes:
- Perseus rettet Andromeda, 1576–1578

### Österreich
Kunsthistorisches Museum, Wien:
- Salbung Davids, um 1555
- Susanna und die Alten, 1580er Jahre
- Jesus und die Samariterin, ca. 1585

### Russland
Eremitage, St. Petersburg:
- Pietà, ca. 1581

Schloss Peterhof(?), St. Petersburg:
- Venus und Adonis, Öl auf Leinwand, undatiert

### Spanien
Prado, Madrid:
- Venus und Adonis, um 1570 (?)
- Auffindung des Moses, ca. 1575–80

### Tschechien
Nationalmuseum, Prag:
- Die Fußwaschung, 1580er Jahre

### USA
Walters Art Museum, Baltimore:
- Porträt der Contessa Livia da Porto Thiene mit ihrer Tochter Deidamia, 1552

## Auktionen
- 1825 in Nürnberg: Oben in einer reichen Architectur des Tempels zu Jerusalem siehet man die Darstellung des Jesuskindes im Tempel, welches letztere der Hohepriester in seinen Händen hält; im ...,[49]